# Henricus Aeneae

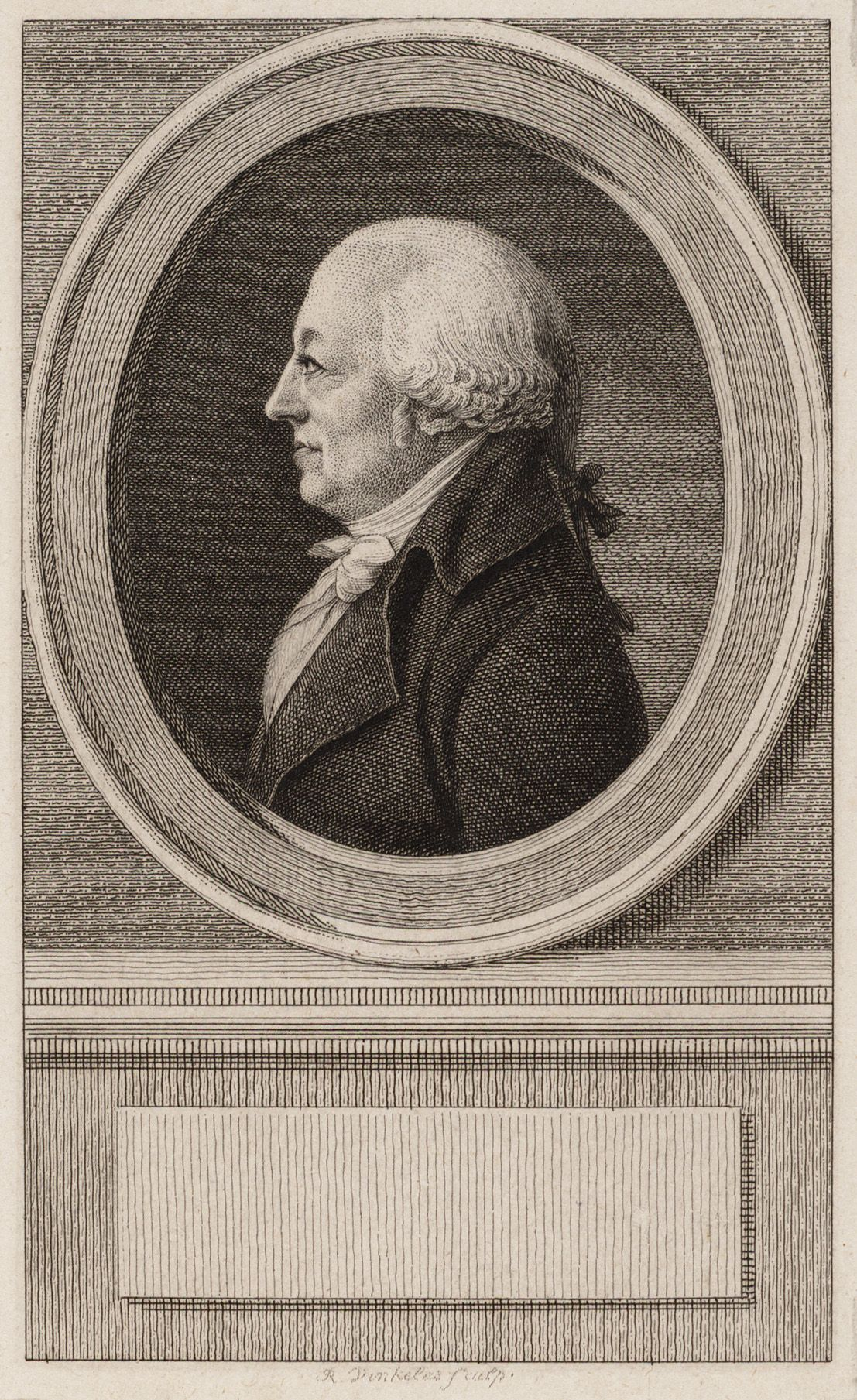
Henricus Aeneae

Henricus Aeneae (geboren als Henricus Aenee, Oudemirdum, 19 augustus 1743 - 1 november 1810) was een Nederlandse wetenschapper.

## Biografie
Henricus Aeneae werd geboren in het Friese Oudemirdum als zoon van een predikant, Eduardus Schultetus Aenee. Op aanraden van de rector van de plaatselijke Latijnse school in Leeuwarden die hij bezocht, gaf Henricus Aenee zijn achternaam een Latijnse uitgang. Na de Latijnse school bezocht Aeneae de hogeschool in Franeker, aanvankelijk om leraar te worden. In Franeker oefende hij zich in de wiskunde en natuurkunde onder de hoogleraren Nicolaas Ypeij en Antonius Brugmans. De enthousiaste Aeneae besloot een wetenschappelijke carrière in deze vakgebieden na te jagen. Hij werd door Jan van der Bildt en Wytze Foppes onderwezen in de optica en in het maken van telescopen.
Na zijn huwelijk ging hij in 1767 naar Amsterdam om er leraar in de wiskunde te worden. Een van zijn leerlingen was het wonderkind Pieter Nieuwland. In 1769 werd hij in Leiden benoemd tot 'Meester in de Vrije Kunsten' en promoveerde hij tot doctor in de wijsbegeerte met het proefschrift De congelatione ('Over bevriezing').
In 1778 werd Aeneae lid van het letterkundig-wetenschappelijke genootschap Felix Meritis. Hij was er een populair spreker over zijn vakgebieden. Zijn lidmaatschap van Felix Meritis was een van de vele functies die Aeneae - vooral in zijn latere levensjaren - bekleedde, vaak in overheidsdienst.
Tot het jaar 1795 hield Aeneae zich voornamelijk bezig met lesgeven. Direct na de Bataafse Revolutie kwam Aeneae in overheidsdienst. Hij werd lid van het 'Comité van de Marine' en hield zich samen met twee scheepskapiteins, Story en Lucas, en een scheepsbouwer, Glavimans, bezig met het inspecteren van oorlogsbodems. In 1798 werd hij in Frankrijk ontboden, om samen met de geleerde Jean Henri van Swinden in Parijs deel te nemen aan de besprekingen over het metriek stelsel.
Aeneae was na terugkomst uit Frankrijk nog onder andere adviseur in allerlei wiskundige, natuurwetenschappelijke en technische vraagstukken. Hij overleed op 1 november 1810 in Den Haag.

## Enkele publicaties
- Wiskundige Beschouwing van een hellend waterscheprad, door A.G. Eckhardt uitgevonden (twee delen; Amsterdam 1775).
- Verhandeling over de Molenwieken in het algemeen en over die, welke eene schroefwijze gedaante hebben, volgens de uitvinding van Jan van Deyl en Zoon (Amsterdam 1785).
- Rekenboek voor de Nederlandsche jeugd, uitgegeven door de Maatschappij tot Nut van 't Algemeen (twee delen; Amsterdam 1792).
- Iets over de waterweegkunde (Amsterdam 1808).[4]